# CalDAV
CalDAVとは、WebDAVを用いたカレンダーサーバのための規格である。RFC 4791で制定された。

## 概要
CalDAVは、電子カレンダーの同期、配布、他人の空き時間の状況の確認などを行うために制定された規格である。カレンダーだけではなくToDoにも対応する。
特徴としてはWebDAVを使用するため、サーバデーモンを常駐しておく必要がなく特定のポートを解放する必要がないところである。
フォーマットにはiCalendarを使用する。
現段階では、対応するサーバー、クライアント、クラウドはまだ少ない。

## セキュリティ
CalDAVで通信されるのは、カレンダーやスケジュールの情報でありユーザーの行動の予定・実績が記されているものである。
CalDAVでは暗号化などは一切実装されていないため一般的なHTTPを使用すると、情報が平文のまま流れるため情報流出の危険性が高い。
使用にはHTTPSを用いて暗号化を行った通信をすることが推奨される。

## 対応ソフト

### サーバー
- iCal Server
- Calendar and Contacts Server

macOS Server 5.7.1 で廃止されたカレンダー・連絡先サービスをApache Licenseの元で公開しているCalDAV、CardDAVサーバ。
- DAViCal
- Chandler Server
- Radicale
- MEDACA
- MDaemon Messaging Server

### クライアント
- Chandler
- DAVdroid (Android 4+)
- Evolution
- Sunbird / Lightning
- Mulberry
- iCal
- iOSに搭載されているカレンダー

### クラウド
- Googleカレンダー
- MobileMe